# 米亚利亚诺
米亚利亚诺（義大利語：Miagliano），是意大利比耶拉省的一个市镇。总面积0.66平方公里，人口663人，人口密度1004.5人/平方公里（2009年）。ISTAT代码为096034。